# Bampton, Devon
Bampton är en ort och civil parish i Storbritannien.   Den ligger i grevskapet Devon och riksdelen England, i den södra delen av landet, 240 km väster om huvudstaden London. Bampton ligger 185 meter över havet och antalet invånare är 1 598.
Terrängen runt Bampton är platt västerut, men österut är den kuperad. Runt Bampton är det ganska tätbefolkat, med 80 invånare per kvadratkilometer. Närmaste större samhälle är Tiverton, 9,0 km söder om Bampton. Trakten runt Bampton består i huvudsak av gräsmarker.